# Sonda de temperatura
Una sonda de temperatura o sonda térmica es un dispositivo que, por medios mecánicos o eléctricos, transmite de un lugar (emisor) a otro (receptor) la temperatura del emisor. 
Se utiliza en instalaciones térmicas, tanto de los edificios (calefacción, climatización) como en la industria, pero también en la cocina.
Su función es diferente que la de un termostato: éste actúa cuando la temperatura del emisor llega a cierto punto determinado (temperatura de consigna), abriendo o cerrando un contacto; eso quiere decir que el termostato es, en sí mismo, el receptor. Por el contrario, la sonda es solo un transmisor: mide la temperatura del emisor, y lo trasmite para que el receptor actúe como convenga. Tampoco debe confundirse con un termómetro, dispositivo que se limita a medir la temperatura y reflejarla en un lector, sin ninguna otra acción ulterior.

## Sondas mecánicas
Una sonda térmica mecánica consiste en un bulbo que contiene un gas, que en contacto con un cuerpo caliente se dilata; por medio de un tubo capilar, el aumento de volumen se trasmite a otro bulbo, en el que una membrana elástica produce una presión sobre el elemento que debe controlar por la temperatura.

## Sondas eléctricas
En este caso, hay dos tipos:
- el calor del cuerpo a medir afecta a un termopar, consistente en dos láminas de metales distintos, dispositivo que es capaz de generar una corriente eléctrica, variable en función de la temperatura a que se caliente, que recibe el receptor.
- también se usa como elemento sensible a la temperatura un material cuya resistencia eléctrica varía con la temperatura (termistor), la corriente que pasa por él varía en función de ella, de modo que intercalándolo en un circuito eléctrico, el receptor recibe la temperatura del emisor, midiendo la corriente que le llega.

## Usos

### En instalaciones térmicas
En instalaciones térmicas se usa de varios modos: 
- en la regulación proporcional se utilizan dos sondas: una para medir la temperatura del exterior (sonda exterior) y otra para medir la del caloportador a la salida de la válvula de regulación (sonda de contacto); ambos datos se envían a la centralita que actúa en consecuencia, de acuerdo con la programación introducida.
- en instalaciones de calentamiento de agua sanitaria por energía solar se utilizan para el funcionamiento de la bomba de recirculación del circuito de colectores: dos sondas, una situada a la salida de los colectores y otra situada en el acumulador de agua, envían sus datos a una centralita, llamada termostato diferencial, que pone en marcha la bomba de recirculación cuando la temperatura de los colectores es superior a la del acumulador y la para en caso contrario.

En algunos casos, la centralita también pone en marcha la bomba cuando la sonda situada a la salida de los colectores indica que la temperatura es inferior a 4 °C para recalentar los colectores con el agua caliente acumulada, evitando el peligro de congelación. En lugares muy fríos es más conveniente disponer un caloportador con anticongelante en vez de hacer esta operación.
- en la regulación de calderas de calefacción con quemador modulante (potencia de llama variable), envían la temperatura de la conducción de retorno, en función de la cual se regula la potencia de la llama. También regulan el caudal de gas, es decir, la potencia de la llama, en los calentadores instantáneos modulantes, en función de la temperatura de llegada del agua.
- en climatización por aire, se emplea una sonda para medir la temperatura del aire de retorno, lo que determina la temperatura de la impulsión en función de ella.

### En cocina
El sistema tradicional en cocina ha sido emplear un termómetro especial, con el bulbo situado en un espetón que se clava en la pieza a asar (especialmente cuando la pieza es muy grande) y hay que vigilarlo para saber cuando el calor del horno ha llegado a la zona interior de la pieza, lo que significa que ya está en su punto de cocción. Actualmente se fabrican sondas eléctricas que funcionan de modo que avisan cuando se ha llegado a la temperatura de asado requerida (distinta según la pieza). Cuando está integrada la sonda entre los mecanismos del horno (en los hornos muy caros), pueden apagarlo.